# Linea ferroviaria ad alta velocità Pechino-Shanghai
La ferrovia Pechino – Shanghai (in cinese 京沪高速铁路) è una linea ad alta velocità che collega le città cinesi di Pechino e Shanghai. È lunga 1318 km.

## Storia

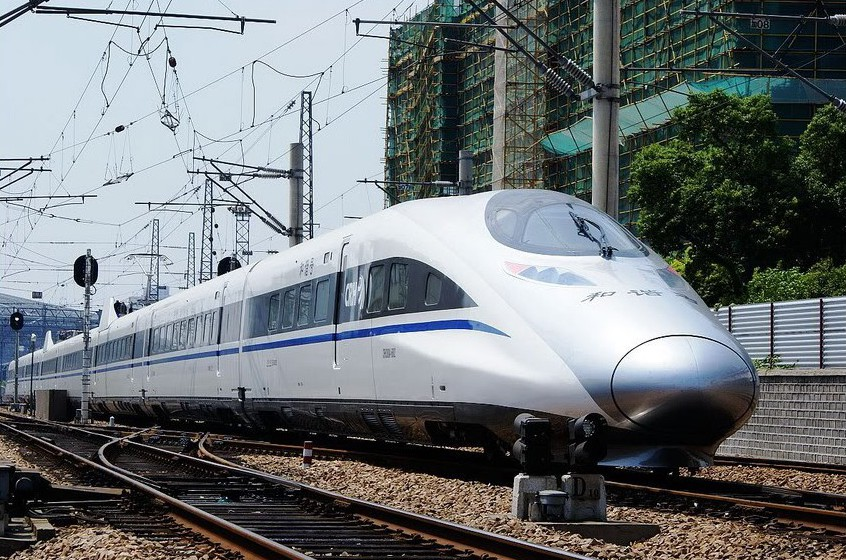
Immagine del treno che percorre la tratta Pechino-Shanghai

I lavori di costruzione sono iniziati nel 2008 e si sono conclusi dopo trentanove mesi. Il costo complessivo dell'opera è stato di diciotto miliardi di euro.
La linea è stata inaugurata il 30 giugno 2011 ed è entrata in servizio il giorno seguente, anniversario della fondazione del Partito Comunista Cinese.

## Caratteristiche
La linea è una ferrovia a doppio binario a scartamento ordinario da 1435 mm. Lungo il suo percorso c'è anche il viadotto Danyang-Kunshan che, al momento dell'inaugurazione è il viadotto più lungo al mondo.

### Tempi di percorrenza
I treni percorrono la linea ad una velocità media di 275 km/h. Il tempo di percorrenza fra i due capolinea è di circa quattro ore e 48 minuti. Il preesistente percorso ferroviario fra le due città richiede dieci ore.